# Condado de Clay (Florida)

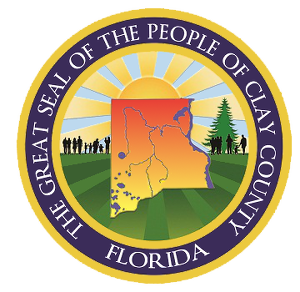
Sello de armas del Condado de Clay

El Condado de Clay es un condado ubicado en el estado de Florida. En 2000, su población era de 140 814 habitantes. Su sede está en Green Cove Springs.

## Historia
El Condado de Clay fue creado en diciembre de 1858 al dividirse el Condado de Duval. Su nombre es el de Henry Clay, Senador estadounidense por Kentucky y Secretario de Estado durante el siglo XIX.
El Condado de Clay fue un destino popular para los turistas que venían del norte del país. Era parada de una línea de barcos a vapor. Su popularidad tuvo su auge a finales del siglo XIX. Con la construcción del tren de la costa este de Florida, los turistas prefirieron otras ciudades más al sur, como Palm Beach y Miami.

## Demografía
Según el censo de 2000, el condado cuenta con 140 814 habitantes, 50 243 hogares y 39 390 familias residentes.  La densidad de población es de 90 hab/km² (234 hab/mi²). Hay 53 748 unidades habitacionales con una densidad promedio de 35 u.a./km² (89 u.a./mi²). La composición racial de la población del condado es 87,44% Blanca, 6,70% Afroamericana o Negra, 0,47% Nativa americana, 1,99% Asiática, 0,08% de las islas del Pacífico, 1,31% de Otros orígenes y 2,01% de dos o más razas. El 4,30% de la población es de origen Hispano o Latino cualquiera sea su raza de origen.
De los 50 243 hogares, en el 39,60% de ellos viven menores de edad, 63,80% están formados por parejas casadas que viven juntas, 10,70% son llevados por una mujer sin esposo presente y 21,60% no son familias. El 16,90% de todos los hogares están formados por una sola persona y 5,50% de ellos incluyen a una persona de más de 65 años. El promedio de habitantes por hogar es de 2,77 y el tamaño promedio de las familias es de 3,11 personas.
El 28,00% de la población del condado tiene menos de 18 años, el 7,90% tiene entre 18 y 24 años, el 30,30% tiene entre 25 y 44 años, el 24,00% tiene entre 45 y 64 años y el 9,80% tiene más de 65 años de edad. La mediana de la edad es de 36 años. Por cada 100 mujeres hay 97,00 hombres y por cada 100 mujeres de más de 18 años hay 94,20 hombres.
La renta media de un hogar del condado es de $48 854, y la renta media de una familia es de $53 814. Los hombres ganan en promedio $36 683 contra $25 488 para las mujeres. La renta per cápita en el condado es de $20 868. 6,80% de la población y 5,10% de las familias tienen entradas por debajo del nivel de pobreza. De la población total bajo el nivel de pobreza, el 8,90% son menores de 18 y el 7,40% son mayores de 65 años.

## Ciudades y pueblos

### Municipios
- Green Cove Springs
- Keystone Heights
- Orange Park
- Penney Farms

### No incorporadas
- Asbury Lake
- Bellair-Meadowbrook Terrace
- Lakeside
- Middleburg

### Administración local
- Junta de comisionados del Condado de Clay
- Supervisión de elecciones del Condado de Clay
- Registro de propiedad del Condado de Clay
- Oficina del alguacil del Condado de Clay
- Oficina de impuestos del Condado de Clay

- Datos: Q488853
- Multimedia: Clay County, Florida / Q488853